# Robert Lacey
Robert Lacey (n. el 3 de enero de 1944) es un historiador y biógrafo británico. Es el autor de una serie de biografías que han sido best-sellers, incluyendo las de Henry Ford y la reina Isabel II, al igual que otros libros de historia popular.

## Trayectoria
El libro de 1981 de Lacey The Kingdom y su secuela de 2009, Inside the Kingdom, han sido citados como textos de estudio estándares para la comunidad diplomática que trabaja dentro del Reino de Arabia Saudita.  David Brancaccio dijo: "En Arabia Saudita, Robert Lacey tenía el tipo de acceso que muchos periodistas solo pueden soñar con tener".
En 2009 Lacey hizo el controvertido documental Rehab for Terrorists?: Can Terrorists be Rehabilitated with Kindness? para el programa del PBS Now.
Esto llevó a Lacey a ser empleado por las cadenas de televisión estadounidense ABC y PBS como analista de estos temas.
Lacey también es el comentarista real de Good Morning America y estuvo en Londres para la cobertura de la boda real entre el príncipe Guillermo y Kate Middleton por parte de esa cadena. También participó de la cobertura de la BBC del evento más tarde esa misma noche.
Lacey es un exalumno de la Bristol Grammar School y se graduó del Selwyn College, Cambridge, en donde obtuvo su licenciatura en 1967, un diploma en educación en 1967, y una maestría en 1970. Comenzó su carrera como escritor escribiendo para el Illustrated London News, y más adelante para el The Sunday Times.

## Familia
Su primer matrimonio con Alexandra Jane "Sandi" Avrach terminó en 2004 en una separación legal tras de 34 años de matrimonio y tres hijos - Sasha, Scarlett y Bruno. En agosto de 2012 Lacey volvió a casarse con Lady Jane Rayne (n. 11 de agosto de 1932), la hija del 8.° Marquess of Londonderry, y viuda del promotor inmobiliario Max Rayne. Trabajó en obras de caridad en el extremo este de Londres, y más tarde en Chiswick Women's Shelter y Chickenshed Theatre Company. También actuó como dama de honor en la coronación de la reina Isabel II.

## Obras
- Robert, Earl of Essex: An Elizabethan Icarus (1971)
- The Life and Times of Henry VIII (1972)
- The Queens of the North Atlantic (1973)
- Sir Walter Ralegh (1973)
- Majesty (1977)
- The Kingdom (1981), Historia de Arabia Saudita hasta 1979.
- Princess (1982) conMichael Rand.
- Aristocrats (1983)
- Ford (1986)
- God Bless Her! (1987)
- Little Man: Meyer Lansky and the Gangster Life (1991)
- Grace (1994)
- Sotherby's: Bidding for class (1998)
- The Queen Mother's Century (1999) con Michael Rand.
- The Year 1000: What Life Was Like at the Turn of the First Millennium (1999, con Danny Danziger)
- Royal (2002)
- Monarch, Life and Reign of Elizabeth II  (2002)
- Great Tales from British History, Volume 1 (2003)
- Great Tales from British History, Volume 2 (2005)
- Great Tales from British History, Volume 3 (2006)
- Inside the Kingdom (2009), History of Saudi Arabia from 1979 to date.
- A Brief Life of the Queen (2012)
- Gulf Charities and Islamic Philanthropy in the Age of Terror and Beyond (2014) con Jonathan Benthall)
- Modal Woman (2015)